# Dermatemys mawii
Dermatemys mawii је гмизавац из реда Testudines.

## Угроженост
Ова врста је крајње угрожена и у великој опасности од изумирања.

## Распрострањење
Ареал врсте је ограничен на мањи број држава. 
Врста је присутна у Мексику, Гватемали, Белизеу и (непотврђено) Хондурасу.

## Станиште
Станишта врсте су шуме, језера и језерски екосистеми, речни екосистеми и слатководна подручја.

## Начин живота
Врста Dermatemys mawii прави гнезда.